# インターシティ

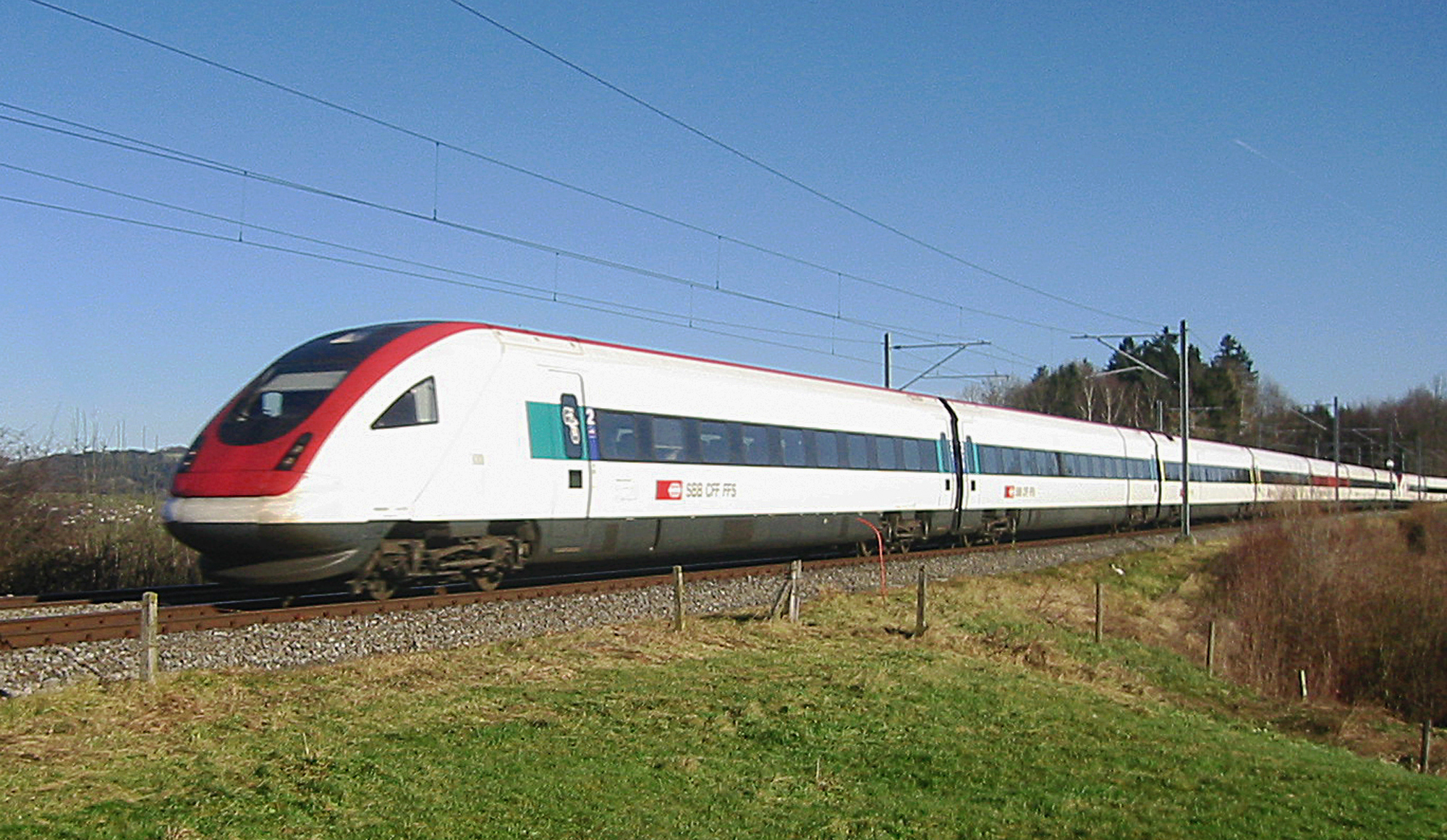
スイスで運行される電車方式のインターシティ・"ICN" (InterCity Neigezug)

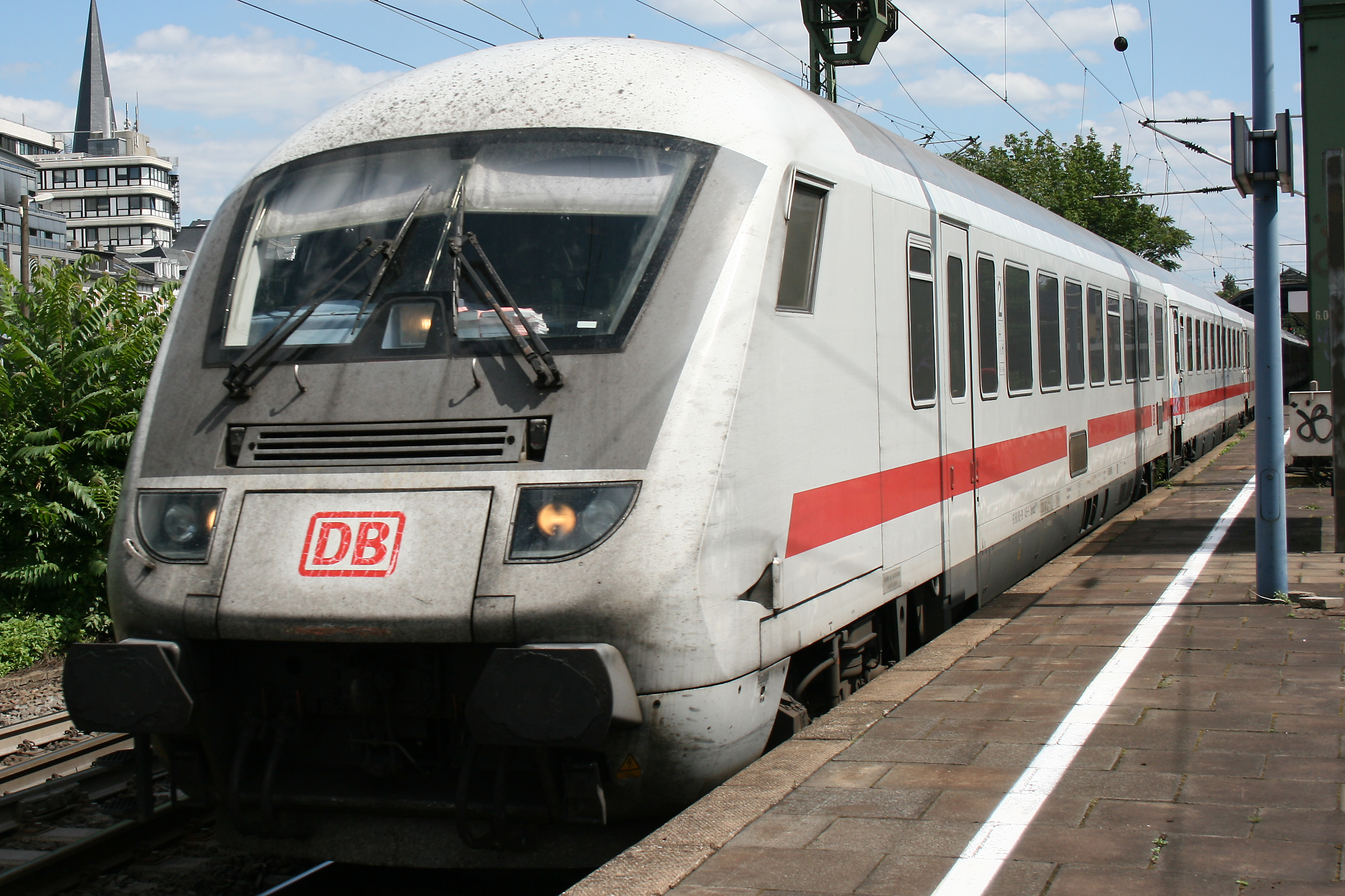
ドイツ鉄道の推進運転用運転台付きのインターシティ用客車

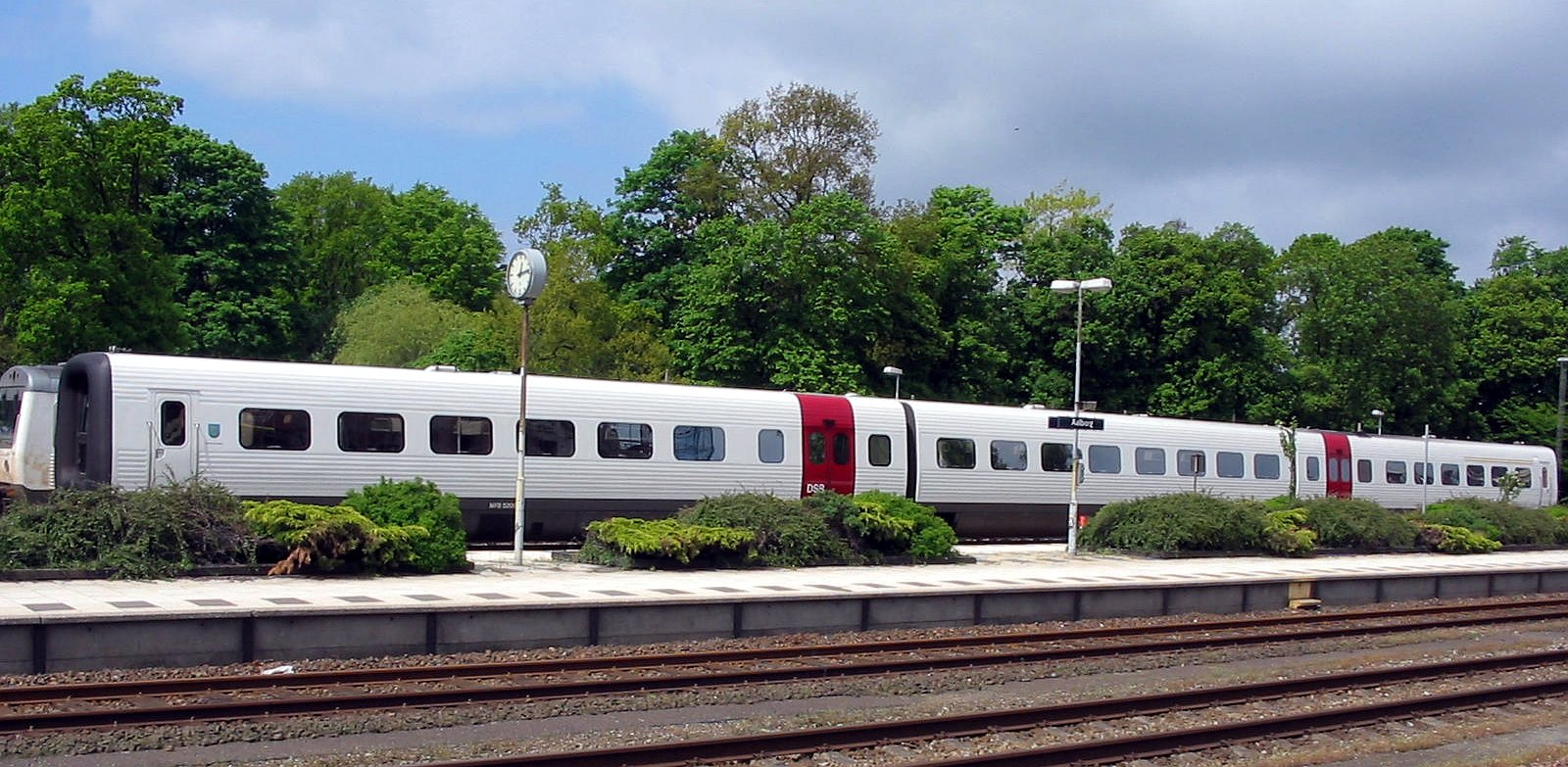
デンマーク国鉄のインターシティ用IC3型気動車

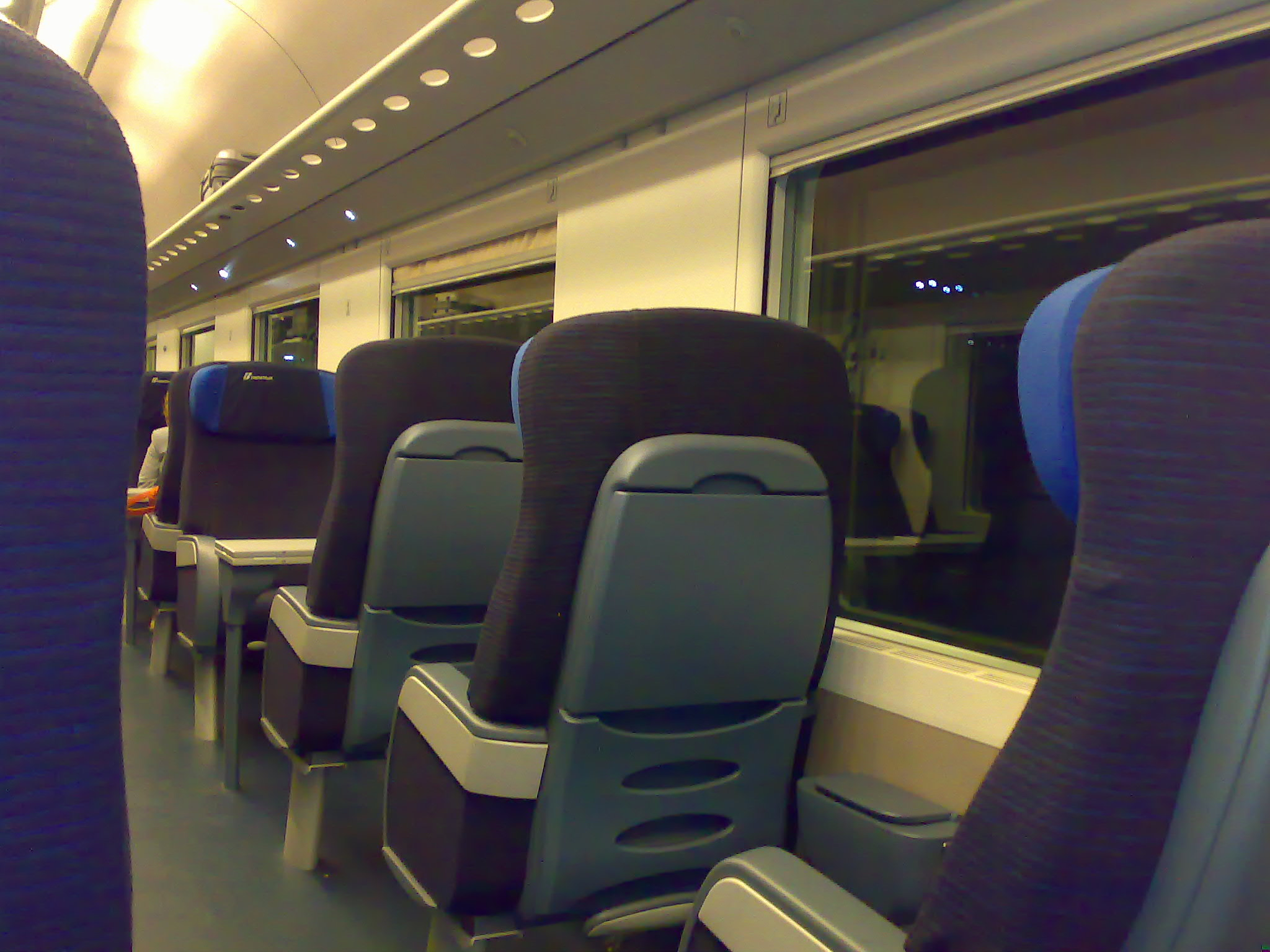
イタリアのインターシティの車内

インターシティ（InterCity, Inter-City, Intercityなど、略称IC）は、ヨーロッパ各国の主に在来線において、その都市間連絡を主たる目的として運行される優等列車である。
その性質はJRの特急列車に近く、主要都市を中心として比較的長距離を専用車両を使用して各線区の最高速度で運転される。多くの国で日本の特急料金に相当する追加料金・特別料金が必要とされるが、これが必要ない国もあり、必要であっても日本円換算で500円程度を追加する程度で済み、JRの特急料金に比べ低廉な場合が多い。
ドイツ、スイス、オーストリア、デンマークなどで特にネットワークが発達している。これらの国では、1時間ごとあるいは2時間ごとの覚えやすいパターンダイヤを採用し、主要駅では違う系統同士が数分の待ち時間によって、同じホームで対面乗り換えができるように配慮されているのが特徴である。
ただし国によっては、上記の国々のようなパターンダイヤや相互接続を行わず、一般に国内都市間を結ぶ長距離優等列車（特急列車に相当する列車）の種別名として「インターシティ」という言葉が使われることもある。
InterCity は元々イギリス国鉄が同様の優等列車に対して与えた呼称であったが、同国では国鉄の民営化に伴い、正式な呼称としてはすでに使用されていない。
英語圏以外でも英語由来のインターシティという言葉が用いられているが、綴りはイギリスではInterCityまたはInter-City, ドイツではIntercity, スイスやオーストリアではInterCityのように若干の違いがある。

## 各国の事例

### ドイツ
西ドイツ当時の1968年に、都市間を結ぶF-Zug（特急列車）のうち6往復に対して"Intercity A"から"Intercity F"の名称が冠されたのが最初である。1971年9月26日ダイヤ改正では、従来のF-Zugを再編する形で、主要都市間を等時隔で結ぶインターシティのシステムが構築された。当初は一等車のみで組成され、TEE「ラインゴルト」と同等の客車、あるいはTEE用のVT601形気動車が使用された。設定当初の運行系統は以下のとおりで、各系統とも2時間間隔のパターンダイヤで設定され、主要駅（ハノーファー、ケルン、ドルトムント、マンハイム、ヴュルツブルク ）では、対面乗り換えによる異系統同士の接続がとられた。

初期のドイツのインターシティ路線網（1971年 - 1984年）

- 1号線 (Linie 1) ：ハンブルク – ブレーメン – ミュンスター – ドルトムント – エッセン – デュースブルク – デュッセルドルフ – ケルン – ボン – コブレンツ – マインツ – マンハイム – ハイデルベルク – シュトゥットガルト – ウルム – アウクスブルク – ミュンヘン
- 2号線 (Linie 2) ：ハノーファー – ビーレフェルト – ハム – ドルトムント – ハーゲン – ヴッパータール –  ケルン – ボン – コブレンツ –ヴィースバーデン – フランクフルト・アム・マイン – ヴュルツブルク – ニュルンベルク – アウクスブルク – ミュンヘン
- 3号線 (Linie 3) ：ハンブルク – ハノーファー – ゲッティンゲン – フルダ – フランクフルト・アム・マイン – マンハイム – カールスルーエ – フライブルク – バーゼル
- 4号線 (Linie 4) ： ブレーメン – ハノーファー – ゲッティンゲン – ベーブラ – フルダ – ヴュルツブルク (– インゴルシュタット) – ミュンヘン

1977年より、103型電気機関車による、最高速度200km/h運転が開始された。
1979年5月27日ダイヤ改正では、"Intercity '79"と呼ばれる、大幅な改革が行われた。運行系統の増加により、主要線区では1時間間隔での乗車チャンスが確保されるようになったほか、一等車に加えて二等車も連結されるようになった。当時の西ドイツ国鉄は"Jede Stunde, jede Klasse"（英訳すれば"Every hour, every class"、日本語に意訳すれば「毎時発車、各等連結」）をスローガンとして「インターシティ」の広報に努めた。1980年代に入ってからも拡大は続いた。

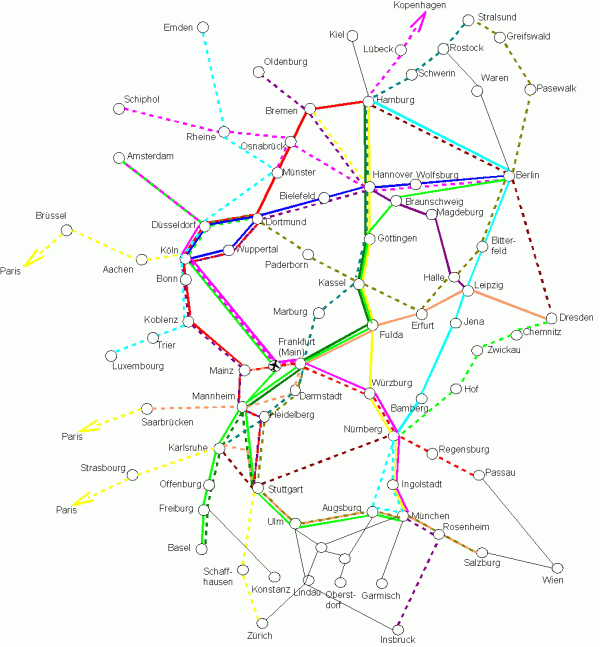
2007年のドイツのインターシティ網（ICEを含む）

ドイツ再統一直前の1990年夏には、東ドイツに直通する最初のインターシティ「ヨハン・ゼバスティアン・バッハ」号（フランクフルト・アム・マイン – ライプツィヒ）が設定され、統一後は旧東ドイツ地域にも拡大した。1991年6月に運転を始めたICEは、次第にインターシティを置き換えていった。一方インターシティは旧インターレギオ (IR) の一部を取り込み系統数を増加させている。現在のドイツ鉄道において、インターシティはICEに次ぐ第2位の優等列車と位置づけられている。

### スイス
スイスでは、スイス連邦鉄道（スイス国鉄）が1982年に列車時刻の60分間隔のパターンダイヤを導入し、インターシティの運行を開始した。追加料金は徴収しない。都市間だけでなく通勤輸送にも用いられて混雑することがあるため、主要区間では最高時速200キロで2階建のIC2000が用いられる。またICNと呼ばれる最高時速200キロの振り子式車両も運用されている。
スイスではバーン2000計画により高速新線の建設や駅の改良を行い、国内では30分間隔のパターンダイヤを実施し、スピードアップとともに主要駅でのインターシティなどの接続の利便性を向上させ、都市間の所要時間を短縮させている。

### オーストリア
オーストリアでは、主要幹線でインターシティが1時間または2時間毎に運行されているが、比較的停車駅が多く、急行・快速列車的な性格である。オーストリアでは、ユーロシティが国際列車だけでなく国内列車としても設定され、インターシティよりも運行距離が長く停車駅の少ない上位列車として位置づけられている。

### イタリア
イタリアでは国内主要都市を結ぶ形で運行が行われている。夜行列車として寝台車などを連結したインターシティ・ナイト (ICN) も存在する。現在では車両のリニューアルが段階的に行われており、それが済んだものはインターシティ・プラス (ICP) の名前で運行されている。
また、ユーロスター・イタリアでかつて使用されていたETR500の機関車のみをインターシティ用客車の両端に連結した形で運行される、ユーロスター・シティ (ESc) と呼ばれる列車も存在する。この列車の料金はインターシティとユーロスター・イタリアの中間程度に設定されている。
イタリアのインターシティは全車指定席で予約が必要である他、包括運賃制度を採用しており、切符の購入時期などによって運賃が変動する。

### オランダ

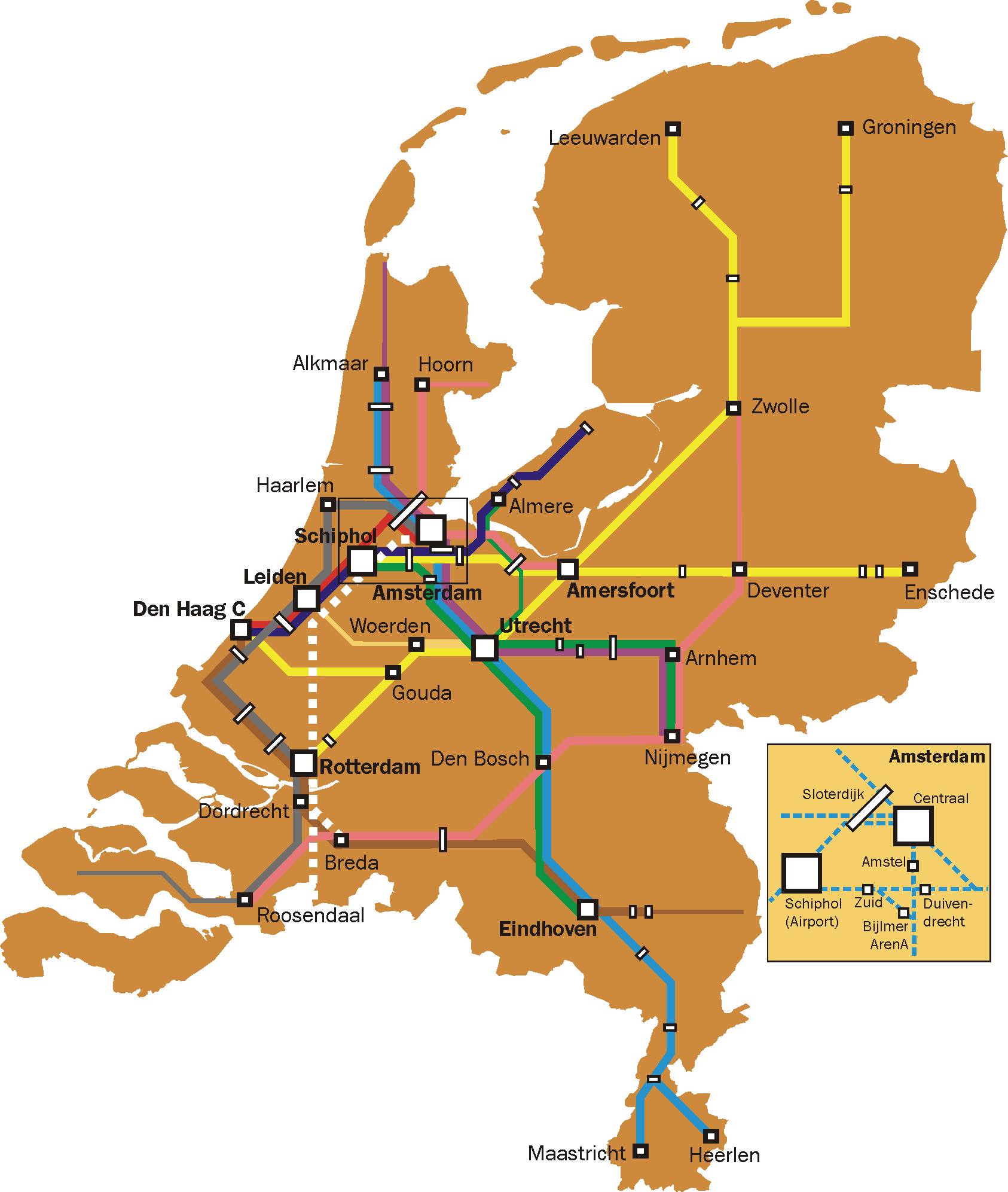
オランダのインターシティ網

オランダの鉄道は、国内の都市間を網の目のように結んでいるが、「インターシティ」は、これらの都市間を結ぶ速達列車としての位置づけであり、日本の私鉄における追加料金不要特急や、JRの新快速・特別快速に近い存在と言える。いずれの系統も30 - 60分間隔のパターンダイヤを組み、主要駅での異系統同士の接続や、普通列車との緩急接続なども行われている。一部の列車は、末端部で各駅に停車する場合もある。
基本的にはオランダ国内で完結するが、首都アムステルダムと、ベルギーの首都ブリュッセルを結ぶベネルクストレイン（駅での表示は単にインターシティ）や、ドイツのベルリンやハノーファーへ向かうインターシティ（ドイツ鉄道の客車で運行）のような国際列車も存在する。
なお、ドイツとの間のインターシティ以外は、特別料金を徴収せず、座席指定も出来ない。

### ベルギー
ベルギーのインターシティは国内の主要都市を網羅しており、国外へまたがるものもある。リエージュ - ブリュッセル間のインターシティは、HSL2（ベルギー高速鉄道2号線）を走行し、最高時速は200キロである。

### スペイン
スペインの鉄道事業者であるRENFEがマドリード - アビラ - バリャドリッド - ブルゴス - ビトリア - イルン - アンダイユ（フランスとスペインの国境の町で、フランス側に属する）間で、"Intercity"を1日1往復運転している（2007年冬ダイヤ）。
448形特急型電車が使用され、最高速度は160km/h, 643kmを約7時間かけて走る。全区間で広軌在来線を経由し、標準軌の高速新線は経由しない。
1990年代までは上記のほか、マドリード - バレンシア、マドリード - サラゴサ、マドリード - ログローニョ、マドリード - パンプローナ、マドリード - マラガの各系統にも設定されていたが、高速新線 (AVE) の開業や、タルゴ、アラリスへの置き換えなどにより、現在は1往復のみの存在となっている。

### ポーランド

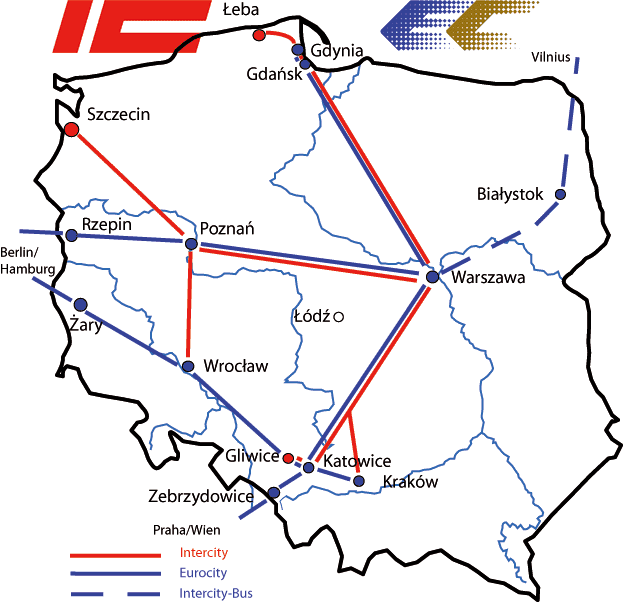
ポーランドのインターシティ網

ポーランドにおいては、PKP Intercity によりインターシティ列車が運行されている。最高速度は160キロである。ドイツ鉄道が運営する場合があるその場合チケットにはドイツ語で記された車番と座席が指定席で予約した時は6名コンパートメントでも実際には片側2列の通路を挟んで4座席である事もしばしば、尚指定席は一応で必ずその席では無い場合もある、強い主張はせず、乗客同志は譲り合うのが普通

### ハンガリー
ハンガリーではブダペストを中心として放射状に国内の各都市に、2時間または4時間間隔でインターシティが運転されている。ブダペストからの主な行き先は、デブレツェン、ニーレジハーザ、ミシュコルツ、セゲド、ショプロン、ソンバトヘイ、ペーチ、ベーケーシュチャバなどで、ルーマニアのブカレストまで運行されるものもある。

### チェコ
チェコではプラハ - オストラヴァ間でインターシティが運行され、最高速度は160キロである。
なお、この区間ではペンドリーノ型のスーパーシティも、あわせて運行されている。

### 国際列車
1980年に国際鉄道連合は国際列車に対してもインターシティの種別を用いることとし、18往復の国際インターシティが誕生した。うち15往復は西ドイツのインターシティを国外まで延長したものであるが、3往復はドイツとは無関係な列車であった。その後かつてTEEであった列車など多くの国際長距離列車がインターシティとなった。
1987年にユーロシティが創設されると国際インターシティの多くはそちらに種別を変更したが、一部はインターシティにとどまった。また1990年代以降は東ヨーロッパにも国際インターシティが生まれている。
ウクライナへ向かう路線
ワルシャワの中央駅からウクライナ国境の町ラーヴァルーシカ、までインターシテイかが行きます、車両は３両がウクライナ行で他の車両はルブリン近郊のLublin Główny  (ルブリン主要駅　この駅は機関車や車両の連結再編をするので３０分以上停車する)ここから凸型機関車がけん引する、線路もロングレールでは無いので速度は落ちるポーランド側の国境停車駅のフレベンネでパスポートチェックと身分確認があり、出国のスタンプが押されるとその後、係官は下りて、ラーヴァルーシカまで国境を越えてウクライナパスポートコントロールで検問を受けます、ここから先はウクライナ鉄道の軌間が違うので待って居る一回り大型の列車に乗り換える。